# دونالد واتسون ديفيس
دونالد واتسون ديفيس هو سياسي كندي، ولد في 3 نوفمبر 1849، وتوفي في 4 يونيو 1906. انتخب عضو مجلس العموم الكندي.